# Kriminologie

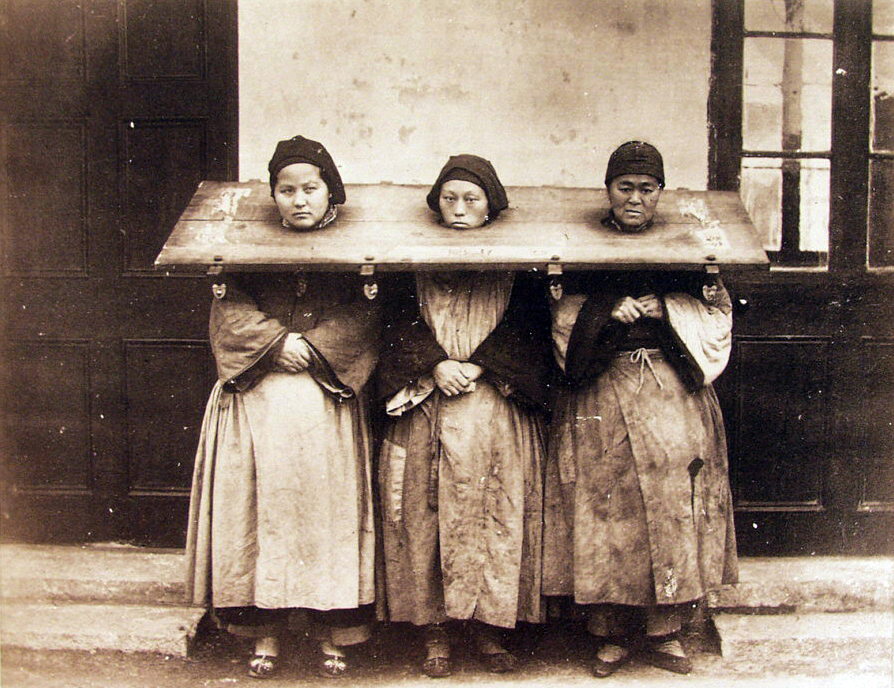
Tři ženy uzamčené do klád, Čína, 1875.

Kriminologie je multidisciplinární nauka, která se zabývá kriminalitou. Předmětem jejího zkoumání je kriminalita, pachatel, oběť a kontrola kriminality.

## Pojem "kriminologie"
Termínu kriminologie poprvé použil v roce 1879 francouzský antropolog Paul Topinard, pak v roce 1885 italský profesor práva Raffaele Garofalo. Jedná se o latinsko-řecké slovo znamenající "věda o kriminalitě".
Kriminologie je věda empirická (spoléhá se více na pozorování skutečnosti než na teorii – i když teorie je její nedílnou součástí), a věda multidisciplinární, víceoborová, mezioborová.
Hlavním nástrojem kontroly kriminality je kriminální politika státu. Jsou to úvahy a opatření společností a států s cílem snížit páchání trestných činů.
Kriminální politiku dělíme na:
a) vědeckou – soustřeďuje se na uspořádání společenských strategií, které dohlížejí na optimální kontrolu kriminality,
b) praktickou – aplikace norem, právních předpisů ve sféře týkající se kriminality, jde hlavně o normy trestního práva

## Předmět kriminologie
Kriminologie zkoumá následující jevy:
- Kriminalitu = páchání trestných činů
- pachatel
- oběť – tímto tématem se zabývá věda viktimologie
- kontrola kriminality

## Kriminalita
Pojem "kriminalita" je velmi špatně definovatelný. Existují dva hlavní způsoby, jak ho definovat:
- Legální definice – vychází z trestního práva – Kriminalita je tedy souhrn trestných činů spáchaných na určitém území za určité období. Je zde ještě pojem delikvence, který zahrnuje i činy, které nejsou jinak trestné, např. činy spáchané osobami mladšími 15 let, patří sem trestné činy a přestupky. Dalším pojmem je protispolečenská činnost, což je nejširší pojem, který zahrnuje kriminalitu, delikvenci a negativní společenské jevy.
- Sociologická definice – je širší. Může zahrnovat i jevy, které jsou pro společnost velmi škodlivé, ale jejichž skutková podstata není uvedena ve zvláštní části trestního zákona.

## Vývoj základních kriminologických směrů
Kriminologické směry lze obecně rozdělit podle důvodu vzniku kriminálního jednání na převážně:
- biologické
- psychologické
- sociologické
- více faktorové

### Biologické směry
Vysvětlují vznik kriminálního chování hlavně z vlastností pachatele – zanedbávají vliv prostředí. Zaměřují se zejména na jeho biologické vlastnosti. Většinou nepřináší návod na resocializaci pachatele.

#### Typ rozeného zločince
V 19. století v období pozitivismu začíná éra zkoumání příčin trestné činnosti a rozdělování kriminality do jednotlivých skupin.
Prvním známým představitelem biologicky založené kriminologie byl Lombroso – lékař (zaměření na psychiatrii a antropologii), který na základě tělesného měření zjišťoval tělesné zvláštnosti u 25 000 odsouzených vězňů v Itálii. Vytvořil obraz typu rozeného zločince (měl malou lebku s ustupujícím čelem, silná čelist, chladný pohled, orlí nos, větší délku paží, vyskytovala se u něj silná citlivost na meteorologické změny). Zločince považoval za jakési moderní divochy. Měli mít vývojové znaky, které jsou už dnes překonané. Zločinci se odlišovali od zbytku populace fyzickými a psychickými anomáliemi. Zločinnost měla být dědičná. Jeho teorie byla ovlivněna např. i učením Darwina, který zastával názor, že ve společnosti existují i jedinci, který se přibližují svým primitivním předkům. Původně se domníval, že jeho typ rozeného zločince tvoří 40 % všech zločinců. Toto číslo později snížil na 33%. Také zavedl ještě další typy zločinců a to zločinec z vášně, příležitostný zločinec, kriminální epileptik a morálně patologický delikvent.
Tato teorie vyvolala ve vědeckých kruzích velký zájem, našla mnoho příznivců, ale i odpůrců. Největší problém byl v tom, že pro výzkum používal nereprezentativní vzorky a neprováděl srovnání s částí populace nepáchající trestné činy. Hlavním oponentem této teorie byl Charles Gering, také lékař, který zkoumal americké vězně, porovnával je s vojáky a studenty a došel k závěru, že žádný somatický typ neexistuje.

#### Kallikakův rod
V roce 1912 zkoumal v USA Goddard 6 generací rodu Kallikaka (jméno smyšlené, ale skutečně existoval). Ten zplodil s chudou a mentálně retardovanou dívkou syna a druhou linii rodu založil s manželkou, bohatou a vzdělanou ženou. Potomci obou linií byly spolu srovnáni. Větší míra antisociálního jednání byla zaznamenána u nemanželské linie. Bohužel ale nebral v úvahu vliv prostředí (většina z nich byla z velmi chudých poměrů).

#### Studie na jednovaječných a dvouvaječných dvojčatech
Vychází se z teoretického předpokladu, že kdyby neexistovala vrozená vloha ke kriminalitě, tak by výsledky u obou typů byly stejné. Jednovaječná dvojčata se sice sobě ve svém chování podobala více, ale byl zde rozdíl v prostředí, ve kterém žili oproti dvouvaječným.

#### Srovnání kriminality adoptovaných dětí
Byly srovnávány různé kombinace, kdy se měnilo jak u adoptivního, tak biologického otce, jestli je delikventní nebo ne.

#### Konstituční škola
Vytvořena německým psychologem Kretschnerem.
Tato teorie vychází z úzké vazby mezí tělesným typem (somatotypem) a určitými osobními charakteristikami.
Byly definovány 3 tělesné typy:
- pyknický – zavalitější krátké tělo, kulatý a široký obličej, měkčí svalstvo – nižší kriminalita a recidivita; nižší možnosti resocializace+ sklon k páchání podvodů
- atletický – silně vyvinuté svaly a kosti, široká ramena a hrudník – převažují násilné delikty jak majetkové, tak sexuální (loupeže a znásilnění)
- astenický – štíhlý, úzká ramena, plochý hrudník – majetková trestná činnost (podvody a krádeže)

#### Endokrinologická teorie
Zdůvodňuje páchání kriminality poruchou žláz s vnitřní sekrecí – to negativně ovlivňuje charakter a temperament.
Toto nebylo dalšími výzkumy potvrzeno (výjimkou je vliv kastrace na recidivitu u sexuálních deliktů)

### Psychologické směry
- Oligofrenie
- Rozdílné podmiňování
- Sociální učení se
- Psychoanalytická teorie
- Cambridge-Sommerville-Youth-Study

### Sociologické směry

#### Teorie anomie
Hlavní článek
Tento termín zavedl Émile Durkheim. Znamená určitý stav ve společnosti kdy přestávají platit normy chování jejích členů. Takový stav se objevuje např. po prohrané válce, v případě závažné hospodářské krize nebo v případě Československa by se sem dal zařadit rok 1989.

#### Teorie odchylného chování
Přišel s ní Merton. Vychází s Durkheimovy teorie anomie.
Jejím obsahem zjednodušeně řečeno je, že ve společnosti jsou jasně dané cíle, kterých by měl člověk dosáhnout (např. bohatství). jenže ne každému jsou přístupné legální prostředky k jejich dosažení. Proto někteří používají i prostředky legálně nepřístupné.

#### Chicagská kriminologická škola
Vznikla v USA. Po 1. sv. válce se zabývala vlivem překotné urbanizace, industrializace, masové imigrace z Evropy, dopady prohibice a velké nezaměstnanosti kvůli velké hospodářské krizi.
Tato studie prokázala vliv špatných sociálních podmínek na geografické rozložení kriminality (nejvíce jí bylo v místech s největší koncentrací chudého obyvatelstva s velkým množstvím přistěhovalců).

#### Sutherlendova teorie diferencovaného sdružování (styku)
Podle Sutherlenda se člověk učí zločinu podobně jako každému jinému poctivému řemeslu.

#### Teorie subkultury
Podle ní ve společnosti existuje soustava hodnot, podle nichž je žádoucí dosahovat takové cíle, které jsou spojené s úspěchem. Ale možnosti dosahovat těchto cílů jsou diferencované podle společenských vrstev. vyšší a střední vrstvy mají k dispozici legitimní cesty jako je obchod, politika, medicína, věda atd. Pro příslušníky nižších vrstev zbývá pouze možnost dosáhnout těchto cílů zločinem.

#### Teorie sociální kontroly
Za důvody vzniku kriminálního chování byly považovány následující faktory:
- defekty ve vytváření vnitřních kontrolních činitelů v období dětství,
- pozdější selhávání těchto činitelů kontroly,
- absence nebo konfliktní charakter sociálních regulativů chování, které vytvářejí nejdůležitější činitelé v procesu socializace (rodina, škola, vrstevníci).

#### Kritická kriminologie
V 70. letech 19. století nastupuje tzv. kritická kriminologie, která podrobila kritice všechny dosavadní vědecké postupy, jež hledaly příčiny kriminality v osobnosti pachatele. Tyto tendence byly shrnuty pod pojmem etiologická kriminologie a ta se soustřeďují na to, za jakých okolností je udělována etika pachatele, jak tzv. stigmatizace ovlivňuje jeho osobnost a postavení ve společnosti. Kritická kriminologie se soustřeďuje na příčiny, které podmiňují kriminalitu.

#### Etiketizační teorie
Podle ní kriminalita sama o sobě vůbec neexistuje.Jedná se pouze o společenskou konstrukci. Stát tvoří kriminalitu tvorbou trestněprávních norem a tím, že tyto normy soudy aplikují.

#### Teorie konfliktu
Ve společnosti dochází ke konfliktu zájmů mezi jejími různými vrstvami a skupinami. Většina je dost silná na to, aby si své zájmy prosadila v podobě zákonů a menšině pak nezbývá nic jiného než se uchýlit k nelegálním činnostem.

#### Marxismus
Jednotnou teorii kriminality sice nevytvořil, ale vyplývá z něj, že spatřuje vztah mezi ní a kapitalismem. Dochází k válce mezi buržoazií a proletariátem, která je důsledkem svobodné konkurence. V beztřídní společnosti by podle nich kriminalita vůbec neměla existovat.

### Multifaktorové směry
Zastávají názor, že za vznikem kriminálního chování stojí více příčin zároveň.

#### Studie manželů Glueckových
Byla prováděna v USA od 30. let 20. století. Rozsáhlý tým právníků, psychologů, psychiatrů, sociologů a dalších prováděl výzkum 500 recidivujících pachatelů mladších 18 let. Spolu s nimi bylo zkoumáno 500 nedelikventů, kteří ale také pocházeli z "neprivilegovaných čtvrtí".
U delikventů byly zjištěny výrazně poruchovější vztahy s rodiči a sourozenci. Nedocházelo u nich tak často k identifikaci se svými otci (kteří ale byli většinou také delikventi a používali často fyzické tresty). Bylo pro ně typické nekontrolované trávení volného času (účast na kriminálních aktivitách gangů).
Tento soubor lidí byl zkoumán postupem času ještě několikrát. Zjistilo se, že jejich vztahy k vlastním rodinám také nebyl nejlepší. Ve věku přibližně 25-30 let se změnila skladba jejich kriminálních činů ze závažnějších na méně závažné, což je nejspíše způsobeno pozdějším vyzráním osobnosti.